# 1618 w polityce

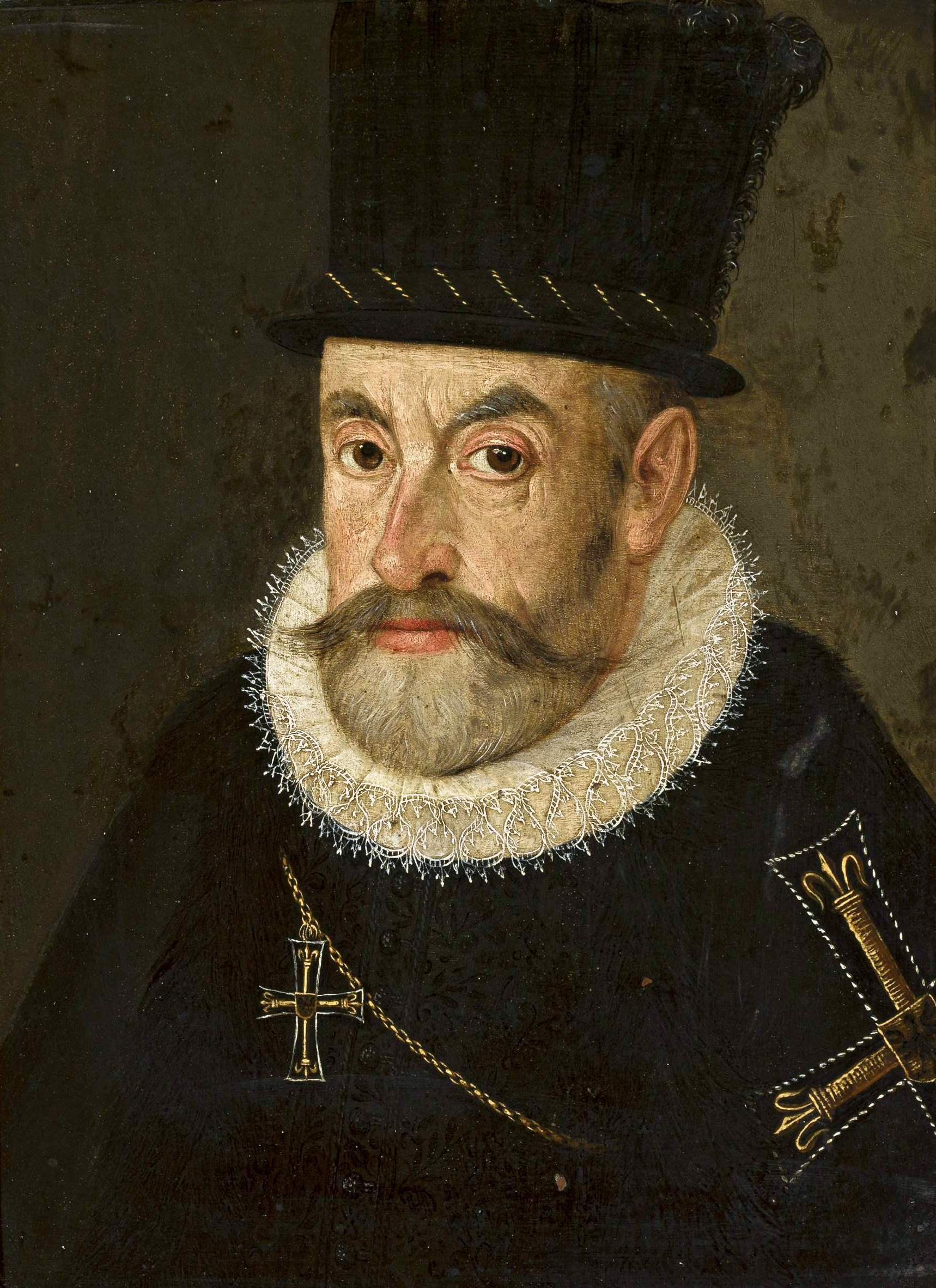
Maksymilian III Habsburg

Wydarzenia polityczne w 1618 roku.

## Wydarzenia
- Wojna trzydziestoletnia[1].
  - 6 marca – zgromadzenie czeskich protestantów na uniwersytecie praskim uchwala skierowanie skargi do cesarza Macieja I Habsburga[2].
  - 23 maja Defenestracja praska[1][3].
  - 25 czerwca – zjazd stanów morawskich w Ołomuńcu pod wpływem magnata Karola Starszego z Žerotína podejmuje decyzję o neutralności Moraw wobec konfliktu czesko-cesarskiego oraz ogłoszeniu zaciągu celem obrony Moraw[4].
  - 3 lipca – zjazd stanów śląskich we Wrocławiu podejmuje decyzję o neutralności Śląska wobec konfliktu czesko-cesarskiego oraz ogłoszeniu zaciągu celem osłony granicy od strony Rzeczypospolitej[4].

## Zmarli
- 2 listopada Maksymilian III Habsburg, arcyksiążę austriacki[5].